# ATP Challenger Mérida
Das ATP Challenger Mérida (offizieller Name: Yucatán Open) ist ein Tennisturnier in Mérida, Mexiko, das seit 2024 ausgetragen wird. Es ist Teil der ATP Challenger Tour und wird im Freien auf Sand ausgetragen.

## Liste der Sieger

### Einzel
| Jahr | Sieger                | Finalgegner         | Ergebnis      |
| ---- | --------------------- | ------------------- | ------------- |
| 2025 | Felipe Meligeni Alves | Juan Pablo Ficovich | 6:2, 1:6, 6:2 |
| 2024 | Tristan Boyer         | Juan Pablo Ficovich | 7:66, 6:2     |

### Doppel
| Jahr | Sieger                                   | Finalgegner                      | Ergebnis |
| ---- | ---------------------------------------- | -------------------------------- | -------- |
| 2025 | Kilian Feldbausch Rodrigo Pacheco Méndez | George Goldhoff Trey Hilderbrand | 6:4, 6:2 |
| 2024 | Thomas Fancutt Hunter Reese              | Boris Kozlov Stefan Kozlov       | 7:5, 6:3 |